# Policarpo del Amo Llorente
Policarpo del Amo Llorente (Salinas de Imón, 26 de enero de 1866 – Cuenca, 13 de agosto de 1901) fue un compositor y maestro de capilla español.

## Vida
Policarpo del Amo Llorente nació en las salinas de Imón, unas antiguas salinas situadas en el término municipal de Sigüenza, en la provincia de Guadalajara, en una familia humilde. Su primera escolarización fue en Brihuega y a los siete años ingresó en la escolanía de la Catedral de Sigüenza como tiple del coro. Con catorce, hacia 1880, ingresó en el Seminario Menor diocesano seguntino, donde comenzó a estudiar la carrera sacerdotal, llegando a ser organista y maestro de música. Completó sus estudios en Cuenca.
En 1888 el maestro de capilla de la Catedral de Cuenca, Tomás Guerrero Ballesteros, ya estaba muy mayor, y el maestro de coro, Manuel Ibarrola, había marchado a Toledo. El cabildo conquense decidió realizar unas oposiciones para aunar ambos cargos en una persona. Se presentaron Policarpo del Amo y Apolinar Campillo, sacerdote, que no terminó los ejercicios. Los jueces de las oposiciones dieron su opinión sobre los ejercicios de del Amo: «[sus obras] están escritas con todas las reglas del arte, dando a entender que posee los conocimientos bastantes para desempeñar dignamente sus cargos». El cabildo lo eligió para el magisterio por unanimidad y tomó posesión del cargo con 22 años el 8 de febrero de 1888.
Su magisterio en Cuenca estuvo marcado por las penurias económicas que obligó a despedir la mayoría de los músicos de plantilla. El templo trató de suplir la falta con músicos ocasionales, que tocasen en los días de fiesta. Fue la primera tarea del maestro: la búsqueda de músicos que estuviesen dispuestos a tocar temporalmente en la Catedral.
Policarpo del Amo falleció repentinamente el 13 de agosto de 1901, con solo 35 años, de un «ataque cerebral» en la casa-convento de las monjas benitas, de las que era capellán. Le sucedería Rufo Vicente Fernández Martínez en el cargo.

## Obra
El estilo de Amo Llorente corresponde a la escuela de Eslava, sin polifonía orquestal. El organista y maestro de capilla Felipe Rubio Piqueras criticó con contundencia la obra de Amo Llorente,

[...] la ponderación, el equilibrio y la ecuanimidad; obras bien trabajadas en contrapunto y desarrollo de temas, aunque pequen de un pseudo-verismo con reminiscencias de Beethoven, Rossini y Meyeber  [sic]. En ellas la letra está tratada con una libertad casi anárquica, con repeticiones que llegan a rozar lo exagerado.

Rubio Piqueras justifica la crítica indicando la juventud del maestro, que no tuvo tiempo de madurar su estilo y encontrar su voz.
En la Catedral de Cuenca se conservan once obras, además de otras conservadas en diversos otros lugares:
- Motetes:
  - Accespit Jesus (1890-94) a ocho voces e instrumentos;
  - Cenantibus illis (1890-94) a ocho voces e instrumentos;
  - Ego sum panis (1890-94) a ocho voces e instrumentos;
  - Inmolabit haedunt (1890-94) a ocho voces e instrumentos;
  - Pascha nostrum (1890-94) a ocho voces e instrumentos;
  - Qui manducat (1890-94) a ocho voces e instrumentos.
- Himnos:
  - María Auxiliadora a tres voces, coro y orquesta;
  - Salve a cuatro voces y orquesta.
- Misas:
  - Misa a ocho voces y orquesta.

Además, parece que compuso una zarzuela, Al que de ajeno se viste, y unas Letrillas a San Juan ante Portam-Latinam y cuatro voces y orquesta.